# Cathédrale de Conza della Campania
La cathédrale de Conza della Campania est une église catholique romaine de Conza della Campania, en Italie. Il s'agit d'une cocathédrale de l'archidiocèse de Sant'Angelo dei Lombardi-Conza-Nusco-Bisaccia.